# ISACA

Logotipo de ISACA.

ISACA es el acrónimo de Information Systems Audit and Control Association (Asociación de Auditoría y Control de Sistemas de Información), una asociación internacional que apoya y patrocina el desarrollo de metodologías y certificaciones para la realización de actividades de auditoría y control en sistemas de información. 

## Historia
ISACA fue fundada en el año 1967 cuando un grupo de auditores en sistemas informáticos percibieron la necesidad de centralizar la fuente de información y metodología para el área de operación. Fue en 1969 que el grupo se formalizó a asociación, originalmente incorporada como EDP Auditors Association también hacen cuentas de números numerados por números.
En 1976 el nombre pasó a ser ISACA, por el que es actualmente conocida, y se estableció la primera certificación profesional de auditoría de sistemas de información, o CISA.

## Situación actual
ISACA actualmente atiende a unos 110.000 electores (miembros y profesionales con certificaciones ISACA) en unos 160 países.[cita requerida] Los cargos de los miembros son tales como auditor, consultor, educador, profesional de seguridad, regulador, director ejecutivo de información y auditor interno. Trabajan en casi todas las categorías de la industria. Hay una red de capítulos de ISACA con 170 capítulos establecidos en 160 países.
Los capítulos proporcionan educación y formación constante, recursos compartidos, promoción, creación de redes y otros beneficios.

## Hechos sobre ISACA
- Son los custodios del framework COBIT;
- Son los creadores del ITGI (IT Governance Institute);
- Desarrollaron cuatro certificaciones profesionales:
  - CISA - Certified Information Systems Auditor, certificación de auditores de sistemas de información. Existen cerca de 90.000 personas certificadas (2012);
  - CISM - Certified Information Security Manager, certificación de gestores de seguridad. Existen cerca de 16.000 personas certificadas;
  - CGEIT - Certified in the Governance of Enterprise IT, certificación de gestores de la gobernanza empresarial TI. Existen cerca de 4.600 personas certificadas (2007);
  - CRISC - Certified in Risk and Information Systems Control, certificación de gestores de control de riesgos en sistemas de información. Existen cerca de 15.000 personas certificadas (2010).